# پنکاج ادهاس
پنکاج اُدهاس (گجراتی: પકંજ ઉધાસ؛ ۱۷ مهٔ ۱۹۵۱ – ۲۶ فوریهٔ ۲۰۲۴) خواننده موسیقی غزل بود که آهنگ‌های بسیار برای سینمای هند نیز خوانده بود. پنکاج ادهاس خواننده محبوبی برای مردم افغانستان بود.
نخستین آلبوم غزل او به نام Aahat در سال ۱۹۸۰ میلادی منتشر شد. او تا سال ۲۰۱۱ میلادی بیش از ۵۰ آلبوم و صدها آلبوم گردآوری‌شده را منتشر کرد.

## زندگی‌نامه
پنکج ادهاس در شهر جتپور ایالت گجرات هند در یک خانواده هنردوست زاده شد. پدرش کشوبهای ادهاس، کارمند دولت و نوازنده آلت موسیقی دلربا بود. منهار ادهاس و نیرمال ادهاس دو برادرش بزرگتر نیز آوازخوان بودند.
پدر آنها با دیدن علاقه سه فرزندش به موسیقی، آنها به آکادمی موسیقی در راجکوت گجرات فرستاد. پنکج ادهاس ابتدا نواختن طبله را فرا گرفت و بعدها موسیقی کلاسیک هند را نزد غلام قادر خان سحاب آموخت. سپس به بمبئی (مومبای) رفت تا موسیقی را به صورت جدی زیر نظر ناورنگ ناگپورکار ادامه دهد. او برای خوانندگی غزل از «بیگم اختر» خواننده و بازیگر هندی الهام گرفت.
پنکج ادهاس در سال ۱۹۸۰ با انتشار نخستین آلبوم غزل خود با ‌نام آهت کار هنری خود را آغاز کرد. او تا سال ۲۰۱۸ بیش از ۵۰ آلبوم از غزل‌های خود منتشر کرد.
نارندرا مودی در پیامی درباره درگذشت پنکج ادهاس، او را «چراغ راه موسیقی هند» خواند که ملودی‌هایش از نسل‌ها فراتر رفته‌اند.